# الشرقي (دوعن)

'

تعديل مصدري - تعديل

الشرقي هي إحدى قرى عزلة صيف بمديرية دوعن التابعة لمحافظة حضرموت، بلغ تعداد سكانها 27 نسمة حسب تعداد اليمن لعام 2004.